# Shinya Mitsuoka
Shinya Mitsuoka (født 22. april 1976) er en tidligere japansk fodboldspiller.
Han har spillet for flere forskellige klubber i sin karriere, herunder Yokohama Flügels, Kyoto Purple Sanga og Vegalta Sendai.